# Enfant gâté

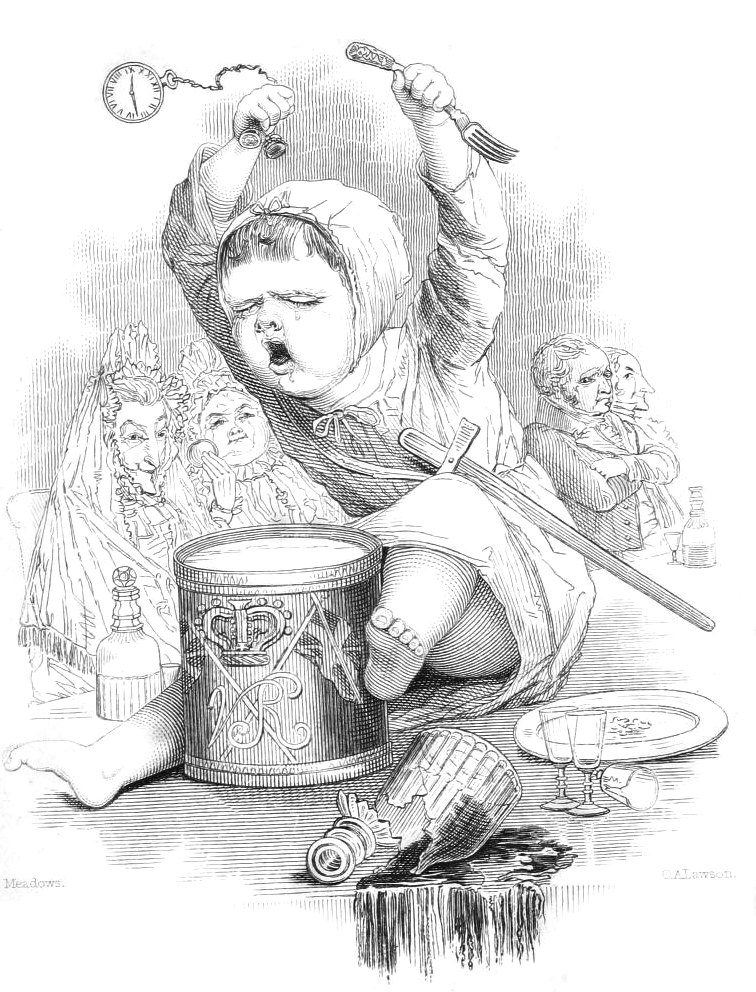
Enfant gâté piquant une crise, gravure de 1847.

Enfant gâté est un terme péjoratif qui désigne communément un enfant qui présente des problèmes de comportement à cause de la trop grande indulgence de ses parents. Un enfant gâté peut être perçu comme égocentrique ou narcissique. 
Ce terme n'est pas employé par les cliniciens et professionnels de l'enfance et n'est pas classé comme un trouble mental dans les manuels de médecine et de psychiatrie, tels que le CIM-10, le DSM-IV, ou le DSM-5. Ce trouble parfois employé aussi chez les adultes anciens enfants gâtés, désigne un développement de personnalités auto-centrées, égotiques, au tempérament colérique. Ils sont alors perçus comme des adultes rois, aux colères, et exigences souvent disproportionnées. Le bonheur de l'adulte roi est alors plus important que celui des autres, notamment de son entourage le plus proche qui doit être à son service, pour son plaisir immédiat en priorité. 

## Syndrome de l'enfant gâté
Bruce McIntosh a utilisé le terme de « syndrome de l'enfant gâté » en 1989. Ce syndrome serait caractérisé par un « comportement immodéré, narcissique et immature ». L'enfant présenterait également un manque de considération concernant autrui, des sautes d'humeur fréquentes ainsi qu'une incapacité à attendre une gratification. 
McIntosh expliqua que ce syndrome proviendrait du manque de limites imposées par les parents en fonction de l'âge de l'enfant. D'autres psychiatres tels que Glen Aylward pensent que la personnalité de l'enfant est également une cause probable.

## Causes principales
- Négligence des parents qui n'imposent pas de limites à l'enfant[5]
- Parents qui surprotègent leur enfant des frustrations banales de la vie[5]
- Surabondance de cadeaux, y compris lorsque l'enfant n'est pas obéissant[5]
- Parents qui ne remplissent pas leur rôle[5]

## Enfant unique
Alfred Adler (1870–1937) a avancé l'idée que les enfants uniques étaient plus susceptibles de rencontrer un certain nombre de problèmes. Adler supposa que ceux-ci avaient plus de chance d'être gâtés, plus précisément par leur mère, du fait de l'absence de rival qui partagerait l'affection et l'attention de ses parents. Il ajouta qu'à cause de ça, l'enfant pourrait souffrir à l'avenir de problèmes de sociabilité si celui-ci n'était pas adulé par le reste de la population.
Cependant, plusieurs études contredisent la théorie d'Adler, et ne trouvent aucun lien entre le fait d'être gâté et d'être enfant unique[réf. nécessaire].

## Conséquences
Le fait pour un enfant d'avoir été gâté peut avoir pour conséquence des problèmes de sociabilité. Ainsi, n'étant pas habitué à ce qu'on lui refuse quoi que ce soit, celui-ci peut avoir du mal à accepter quelconque reproche ou critique adressé à son égard.
En tant qu'adulte, l'enfant gâté peut faire preuve d'un manque de professionnalisme, d'une difficulté à contenir ses émotions (en particulier sa colère) et à gérer ses relations personnelles,.